# Villa Medicea di Mezzomonte
Pour les articles homonymes, voir Corsini et Corsini (homonymie).
La  Villa Medicea di Mezzomonte ou Villa Corsini a Mezzomonte, est une villa médicéenne qui se situe dans une petite frazione de la campagne d'Impruneta, en Chianti florentin.
Initialement aux Buondelmonte, la villa est acquise par Laurent de Médicis en 1480, mais il ne l'occupa que deux ans.
Messer Bernardo del Nero l'acquit  en 1482.
Passée ensuite en héritage à la famille Ridolfi, ils la vendront aux Panciatichi, qui, les premiers, entamèrent des transformations de la villa au style Renaissance, vers 1580.
Ensuite elle devient propriété du futur cardinal Giovan Carlo de' Medici, frère du Grand-Duc Ferdinand II de Médicis, alors qu'il a à peine 18 ans, en 1629.
En 1644, le Cardinal Carlo de' Médici vendit la villa au marquis Bartolomeo Corsini, fils du Sénateur Nero Corsini, et elle continua ensuite à faire partie du patrimoine de cette ancienne famille florentine. Les Corsini réalisèrent une grande partie des jardins, et aujourd'hui, après avoir été soigneusement restaurée, elle est habitée par quelques-uns des descendants, qui ouvrent leur villa pour des réceptions et autres manifestations.

## Sources
- (it) Cet article est partiellement ou en totalité issu de l’article de Wikipédia en italien intitulé « Villa Corsini a Mezzomonte » (voir la liste des auteurs).